# Sydney Brenner
Pour les articles homonymes, voir Brenner.
Sydney Brenner, né le 13 janvier 1927 à Germiston en Afrique du Sud et mort le 5 avril 2019 à Singapour, est un biologiste sud-africain, pionnier de la biologie moléculaire, qui a obtenu le prix Nobel de physiologie ou médecine en 2002.

## Biographie
Les parents de Sydney Brenner sont des immigrants juifs, d'origine lituanienne et lettone. Sydney Brenner étudie à l’école locale, où il reçoit son baccalauréat à l'âge de quinze ans, puis, aidé par une bourse de la municipalité de Germiston, à l’université du Witwatersrand et obtient son doctorat au collège d'Exeter de l'université d'Oxford.
Après un court séjour en Afrique du Sud, Brenner retourne en Angleterre au laboratoire Cavendish pour y rejoindre l’unité de recherche du Medical Research Council (MRC) qui deviendra le Laboratory of Molecular Biology dont Brenner est directeur de 1979 à 1986. De 1986 à 1991, à université de Cambridge, il dirige l’unité de génétique moléculaire du MRC.
Il fonde le Molecular Sciences Institute en 1996 à La Jolla qu’il dirige depuis cette date. Il travaille aussi pour le Salk Institute for Biological Studies à La Jolla depuis 2001.

## Apports scientifiques
Dans les années 1960, Sydney Brenner effectue d’importantes contributions au champ alors émergeant de la biologie moléculaire, en particulier par l’élucidation en 1961 du codage par triplet utilisé par la traduction génétique. L’expérience de Crick, Brenner et al. a permis la découverte des mutations décalantes.
Sydney Brenner se tourne ensuite vers l’étude d’un organisme simple, Caenorhabditis elegans, comme organisme modèle pour tenter de relier le code génétique aux mécanismes biologiques de plus haut niveau, le développement des cellules. Brenner choisit cet organisme pour sa simplicité et sa facilité d’élevage. Ses travaux sur cet organisme lui valent le prix Nobel de physiologie ou médecine en 2002 avec John Sulston et Robert Horvitz pour « Leurs découvertes concernant la régulation génétique du développement d’un organisme et la programmation de la mort cellulaire » ou apoptose, mort cellulaire génétiquement programmée, à distinguer de la nécrose. Une espèce, Caenorhabditis brenneri a été nommée en 2007 pour rappeler le rôle de Brenner dans l’étude de C. elegans.

## Prix et distinctions

### Prix
- 1987 : prix Louis-Jeantet de médecine
- 2000 : prix spécial Albert-Lasker
- 2002 : prix Nobel de physiologie ou médecine

### Distinctions
- Membre de la Royal Society (FRS)
- Membre de l'ordre des compagnons d'honneur (CH - 1987)
- Grand-croix de l'ordre de l'Infant Dom Henri

## Publication
- (en) Encyclopedia of Genetics, Sydney Brenner, Jeffrey K. Miller, Academic Press, 2001  (ISBN 978-0-12-227080-2)